# Der Fuhrmann des Todes (1921)
Der Fuhrmann des Todes (Originaltitel: Körkarlen) ist ein in Schwarzweiß gedrehtes schwedisches Filmdrama aus dem Jahr 1921. Der Film basiert auf der gleichnamigen Novelle der schwedischen Nobelpreisträgerin Selma Lagerlöf. In einer Umfrage unter schwedischen Filmkritikern wurde der einflussreiche Stummfilm im Jahre 2012 zum „besten schwedischen Film aller Zeiten“ gekürt.

## Handlung
In der Silvesternacht erbittet die junge, todkranke Heilsarmee-Schwester Edit von ihren Gefährten Maria und Gustafsson einen letzten Wunsch: dass sie David Holm an ihr Sterbebett bringen. David, ein heruntergekommener Alkoholiker, betrinkt sich währenddessen mit zwei Saufkumpanen auf einem Friedhof. Er berichtet von seinem früheren Freund Georges, der ihm einst die Legende vom Fuhrmann des Todes erzählte. Diese besagt, dass die letzte Person, die im alten Jahr stirbt, vom Tod verpflichtet wird, für die Dauer des Folgejahres die Seelen der Verstorbenen in seiner Kutsche einzusammeln, bis die Bürde am Ende des Jahres auf eine neue Person übertragen wird.
Gustafsson findet David auf dem Friedhof und versucht ihn zu überreden, Edit den letzten Besuch abzustatten, was dieser jedoch ablehnt. Über seine harsche Zurückweisung des Wunsches bricht ein Streit mit seinen Kumpanen aus, in dessen Verlauf David tödlich verletzt wird. Die Kutsche des Todes taucht auf, gelenkt von Georges. Dieser war vor einem Jahr in der Neujahrsnacht gestorben und erklärt David zu seinem Nachfolger.
Georges nimmt David mit auf eine Erinnerungsreise zu seinem einst glücklichen Familienleben mit seiner Frau Anna und ihren beiden Kindern. Dieses endete, als David sich mit Georges und dessen Trinkkumpanen einließ. Wegen Trunkenheit musste er eine Gefängnisstrafe absitzen, beteuerte aber bei seiner Entlassung, sich zu bessern. Als er jedoch bei seiner Heimkehr feststellen musste, dass ihn seine Frau verlassen hatte, machte er seinen Schwur rückgängig. 
In der Silvesternacht vor einem Jahr suchte David die Schlafstatt der Heilsarmee auf. Trotz der Warnung ihrer Mitschwester flickte Edit seinen Mantel, ohne ihn vorher zu desinfizieren, wobei sie sich mit Tuberkulose ansteckte. Am nächsten Morgen verspricht David höhnisch zum Abschied, sie nächstes Jahr um dieselbe Zeit aufzusuchen, damit sie sehen könne, ob ihre Gebete für seine Errettung erhört wurden. Georges weist David darauf hin, dass dieses Versprechen nun erfüllt werden müsse.
In weiteren Rückblenden sieht man, wie Edit, obwohl sie sich in den Gefallenen verliebt hatte, ihn seinem Milieu entriss, um ihn wieder mit seiner Frau zusammenzubringen. David fiel jedoch bald in seine früheren Gewohnheiten zurück und bedrohte seine Familie. In einem Anfall von Raserei zertrümmerte er, nachdem ihn seine Frau in der Küche eingesperrt hatte, die Tür mit einer Axt.
Als der Fuhrmann mit David Edits Zimmer betritt, fleht sie zuerst um ihr Leben, bis sie David wiedererkennt. Sie macht sich Vorwürfe für das Schicksal seiner Familie, da sie ihn seinerzeit wieder mit seiner Frau vereint hatte. Der reumütige David küsst ihre Hände, woraufhin Edit in Frieden stirbt. Danach bringt Georges David zu Anna, die gerade aus Verzweiflung ihre Kinder und sich selbst umbringen will. In einem Akt der Selbstlosigkeit fleht David Gott an, die Verzweiflungstat zu verhindern, selbst wenn er dafür ewig büßen müsse. Daraufhin erhält er sein Leben zurück. David und Anna umarmen sich weinend.

## Hintergrund

### Entwicklung
Bereits 1917 hatte A-B Svenska Biografteatern (aus dessen Fusion mit der Filmindustri AB Scandia 1919 die AB Svensk Filmindustri entstand) einen Vertrag mit Selma Lagerlöf geschlossen, der es ermöglichte, pro Jahr eines ihrer Werke auf die Leinwand zu bringen. Victor Sjöström hatte seit Vertragsabschluss bereits drei Romane verfilmt: Das Mädchen vom Moorhof (Filmversion: Das Mädchen vom Moorhof) sowie als Zweiteiler Jerusalem, die von Kritikern, Publikum und Lagerlöf selbst durchweg positiv aufgenommen worden waren. Da die Produktionen ausnahmslos in ländlicher Umgebung gespielt hatten, wählte Sjöström als neues Projekt die städtisch geprägte Novelle Der Fuhrmann des Todes.

### Dreharbeiten
Die Dreharbeiten wurden im Zeitraum von Mai bis Juli 1920 in den Filmstaden Studios in Solna durchgeführt. Gemäß der Romanvorlage waren die Studiobauten durch die südschwedische Stadt Landskrona inspiriert. Lagerlöf wollte den Film ursprünglich vor Ort in Landskrona drehen lassen, Sjöström entschied sich jedoch aufgrund der technischen Möglichkeiten für eine Studioproduktion.

### Nachproduktion
Die Nachproduktion geriet für Kameramann Julius Jaenzon und den Laborbeauftragten Eugén Hellman aufgrund des intensiven Einsatzes von Spezialeffekten zu einer für damalige Verhältnisse unüblich aufwendigen Angelegenheit. Jaenzon hatte zuvor bereits in Herrn Arnes Schatz (einer weiteren Lagerlöf-Umsetzung, an der Victor Sjöström nicht beteiligt war), mit Doppelbelichtung gearbeitet, in diesem Fall wurden jedoch mehrere Bildschichten übereinander gelegt. Auf diese Weise wurde es ermöglicht, dass die Geisterfiguren sich im Bild im dreidimensionalen Raum bewegen konnten. Sobald sie vor einem festen Objekt standen, schien dieses durch den transparenten Körper hindurch. Diese technische Leistung ist umso höher zu bewerten, da zu bedenken ist, dass die zu dieser Zeit gebräuchlichen Kameras noch mit Handkurbeln betrieben wurden.

## Kritik
„Eine eindrucksvolle filmische ‚Schauerballade‘, basierend auf dem Roman von Selma Lagerlöf. Innerhalb der komplexen Erzähl- und Rückblendenstruktur treffen mystische Elemente auf realistische Szenen, die soziale Missstände infolge der Industrialisierung anprangern. Dank großer emotionaler Momente entfaltet sich der Film trotz der eher pädagogisch-lehrstückhaften Botschaft atmosphärisch dicht.“

## Nachwirkung
Der Film hatte einen nachhaltigen Einfluss auf das Schaffen von Ingmar Bergman, der die Figur des Todes in Das siebente Siegel (1957) einsetzte und mit der Betitelung als „Zuchtmeister“ einen direkten Verweis zu Der Fuhrmann des Todes schuf. Zudem verpflichtete Bergman Sjöström in zweien seiner Filme als Darsteller, An die Freude (1950) und Wilde Erdbeeren (1957). Bergman berichtete einmal, dass er den Film erstmals im Alter von 15 Jahren und seitdem jedes Jahr angesehen hatte. Im Jahr 2000 drehte Bergman das TV-Drama Bildmakarna (2000), welches sich fiktionalisiert mit der Entstehungsgeschichte von Der Fuhrmann des Todes auseinandersetzt.
1958 erschien eine Neuverfilmung unter der Regie von Arne Mattsson.
2012 wurde der Film in einer Umfrage der schwedischen Filmzeitschrift FLM von 50 Filmkritikern und -kennern zum besten schwedischen Film aller Zeiten gekürt.
Im April 2024 veröffentlichen Barði Jóhannsson und die isländische Dark-Wave-Band Kælan Mikla eine Filmmusik zum Film.

## DVD/Blu-Ray
absolut MEDIEN GmbH veröffentlichte am 23. Januar 2009 eine DVD, die als Zugabe ein Fragment des verschollenen Kriminalfilms Der Todeskuss (1916) enthält.
2008 veröffentlichte Tartan Video in Großbritannien den Film in zwei Fassungen, von denen eine zusätzlich Ingmar Bergmans Bildmakarna enthält. 2011 erschien der Film in der Criterion Collection als DVD und Blu-Ray. Alle Veröffentlichungen auf dem englischsprachigen Markt präsentieren den Film mit englisch untertitelten schwedischen Zwischentiteln.